# 多荚草属
多荚草属（学名：Polycarpon）是石竹科下的一个属，为披散草本植物。该属共有16种，分布于全球。